# 한병기
한병기(韓丙起, 1931년 6월 8일 ~ 2017년 4월 21일)는 대한민국의 외교관, 정치인, 국회의원, 기업가였다.
박정희와, 전처 김호남의 사위로, 박정희의 딸 박재옥의 남편이었다.

## 생애

### 생애 초반
본관은 청주, 호(號)는 동효(東曉), 청농(靑農)이다. 평안남도 안주에서 출생하였다.
1950년 갑종장교 1기로 한국 전쟁에 참전하였으며 대한민국 육군 대위로 예편하였다.

### 약력
- 1961년 미국 뉴욕 총영사관 영사
- 1967년 10월 ~ 1969년 2월 건설공제조합 이사장
- 삼양항해(주) 회장
- 선주협회 회장
- 설악문화 재단 이사장
- 설악관광(주) 회장
- 숭실대학교 강사
- 국회의원 (제7지역구, 1971 ~ 1972)
- 민주공화당 총재 특별보좌관
- 방송개혁위원회 위원
- 국무총리실 자문위원장

## 학력
- 1950년 평안남도 평양 승호고등보통학교 졸업
- 1952년 대한민국 육군보병학교 졸업
- 1953년 대한민국 육군정훈학교 졸업
- 1954년 미국 육군야전포병학교 졸업
- 1955년 대한민국 육군포병학교 졸업
- 1958년 홍익대학교 경제학과 학사
- 1966년 미국 페얼레이 디킨슨 대학교 대학원 정치학과 정치학 석사

## 가족 관계
- 조부 : 한상섭(韓尙燮, 1893년 ~ 1923년)
- 조모 : 김해 허씨(金海 許氏, 1891년 ~ 1927년)
- 아버지 : 한승연(韓承連, 1913년 ~ 1955년)
- 어머니 : 계신화(桂信花, 1908년 ~ 1945년)
  - 부인 : 박재옥(朴在玉, 1937년 ~ 2020년)
    - 장남 : 한태준(韓太竣, 1959년 ~ )
    - 자부 : 장수미(張壽美, 1961년 ~)
      - 손녀 : 한지한(韓智漢, 1986년 ~ )
      - 손자 : 한동영(韓東寧, 1991년 ~ )

    - 장녀 : 한유진(韓由辰, 1961년 ~ )
    - 사위 : 박영우(朴英佑, 1955년 ~ )
    - 차남 : 한태현(韓太賢, 1963년 ~ )
    - 자부 : 유자경(劉慈敬, 1964년 ~ )
      - 손자 : 한동훈(韓東勳, 1991년 ~ )
- 장인 : 박정희(朴正熙, 1917년 ~ 1979년)
- 장모 :  김호남(金好南, 1920년 ~ 1991년)
- 장모(계모) : 육영수(陸英修, 1925년 ~ 1974년)
  - 이복처제 : 박근혜(朴槿惠)
  - 이복처제 : 박근령(朴槿令)
  - 이복처남 : 박지만(朴志晩)

## 역대 선거 결과
| 실시년도 | 선거   | 대수 | 직책     | 선거구                    | 정당       | 득표수   | 득표율          | 순위 | 당락 | 비고 |
| -------- | ------ | ---- | -------- | ------------------------- | ---------- | -------- | --------------- | ---- | ---- | ---- |
| 1971년   | 총선   | 8대  | 국회의원 | 강원 속초시·양양군·고성군 | 민주공화당 | 38,957표 | \| \| 55.32% \| | 1위  |      | 초선 |
|          | 55.32% |      |          |                           |            |          |                 |      |      |      |

## 참고자료
- 이흥환 <미국 비밀 문서로 본 한국 현대사 35장면(광주 사태에서 한국전쟁까지)> (삼인출판사, 2002)

## 같이 보기
- 김종필
- 박근혜
- 박준홍
- 박재홍